# Терминалът
„Терминалът“ (на английски: The Terminal) е американски трагикомичен филм от 2004 г., продуциран и режисиран от Стивън Спилбърг, и с участието на Том Ханкс, Катрин Зита-Джоунс и Стенли Тучи.
Филмът е вдъхновен отчасти от 18-годишния престой на иранеца Мехран Карими Насери на летище Шарл дьо Гол в Париж от 1988 до 2006 г.

## Сюжет
Внимание:  Текстът по-долу разкрива сюжета на произведението (или части от него)!
Героят Виктор Наворски (Том Ханкс изпълнява ролята му) пътува от Кракозия (измислена държава) до Ню Йорк с единствена цел да попълни колекцията от автографи на джаз музиканти на своя баща, като изпълни обещанието си към него да вземе този „последен“ автограф от единствения, който му липсва – джаз музиканта Бени Голсън. Бащата на Наворски е очаквал това в продължение на 40 години, но за съжаление е починал, без да го види на живо.
При кацането си на международното летище „Джон Ф. Кенеди“ в Ню Йорк обаче паспортът на Виктор Наворски е отхвърлен от системата и впоследствие е задържан от управата на летището. Причината: докато пътува, в родината му е извършен държавен преврат: действащото правителство е свалено от власт незаконно, държавата му реално осъмва без статут и визите и паспортите на нейните поданици стават невалидни. Няма правителство, няма легитимна държава Кракозия, просто Виктор Наворски се оказва гражданин на държава, несъществуваща в официален документ, поради което до изясняване на неговия статут на имигрант началникът на летището му разрешава временно да пребивава със статут „отказан официален достъп за пребиваване на територия на САЩ“ в остъклената чакалня на изход номер 67 (временно неизползваем) на летището.
За да запълва времето си, Наворски прави какво ли не: той е с практичен ум (измисля начин да прибере депозирана монета от количката за багаж) и има умения, благодарение на които успява да оцелее и същевременно да се сприятели с персонала на летището. Виктор Наворски остава да живее на летището почти 10 месеца, първоначално заради неизяснения си статут, а после – заради нежеланието на началника на летището да го пусне в Ню Йорк, макар и след края на войната в Кракозия.
Все пак, благодарение на доброто си сърце и помощта на всички останали Наворски успява да изпълни обещанието си, като напуска летището, за да търси нужния адрес. Един от летищните полицаи му предоставя връхна служебна полицейска дреха и полицаите умишлено не изпълняват устната заповед на началника им, дадена по телефона, да го арестуват. Виктор Наворски излиза от летищната чакалня и се озовава на мразовитата леко заснежена нюйоркска улица.

## Любопитни факти
Държавата Кракозия е измислена за целите на филма. Името ѝ е вдъхновено от названието на най-стария съществуващ полски футболен отбор „Краковия“ (Cracovia), основан през 1906 г. в един от любимите градове на Спилбърг – Краков в Полша. Точното местоположение на Кракозия нарочно е неопределено, за да може Виктор Наворски да остане просто източноевропеец или от бивша съветска република. Въпреки това в една сцена за кратко по време на репортаж за конфликта на телевизор в летището се вижда картата на Кракозия: границите и мястото на държавата са тези на Северна Македония. От филма става ясно, че Кракозия граничи с Русия и кракозийският език е близък до руския, а кракозийският плурализъм – до този на Албания.
Изобразеният герб на корицата на задграничния паспорт на Виктор Наворски олицетворява извити във форма на венец житни класове и петолъчка, точно подобие на паспортите, издавани в бившия СССР и Народна република България. Шофьорската му книжка е възможно да е от Беларус.
За да не бъде конкретизиран езика, на който говори Виктор Наворски, във филма няма нито една преведена реплика от „кракозийски“, но въпреки това те са обозначени: (говори на български); (псува на български).
Руският език, задължително изучаван и разпространяван в републики от състава на бившия СССР предполага, че българин може да говори с руснак свободно на руски език, но в ситуация с рускоговорещ пътник Наворски отговаря на български език. Поради оскъдния брой реплики на кракозийски, самият Том Ханкс признава, че е усвоил тези реплики с помощта на съпругата си – Рита Уилсън (с рождено име Маргарита Хасан Ибрахимова) и нейния баща Алън Уилсън (с рождено име Хасан Халил Ибрахимов – помак по произход) и те са на съвременен български език, макар че с артикулацията, с която Ханкс ги изговаря, те са неразбираеми за българските зрители.
Димитър Асенов Наворски е пълното име на бащата на героя на Том Ханкс във филма. Името е структурирано по точна подредба на българските и руските имена, изписващи се във възходящ ред от собствено към фамилно. „Димитър“ и по баща „Асенов“ са традиционни имена в България от Развитото средновековие по времето на „Свети Димитър Солунски“ и неговите покровители – династия Асеневци.
Фамилията „Наворски“ е заимствана от Полша.
Джон Уилямс, композиторът на музиката за филма, написва национален химн за Кракозия.

## В България
В България филмът е пуснат по кината на 15 октомври 2004 г. от Съни Филмс.
На 23 март 2005 г. е издаден на VHS и DVD от Прооптики България.
През 2011 г. е излъчен по Нова телевизия.
На 1 януари 2017 г. е излъчен по БНТ 1 със субтитри на български.
През 2019 г. се излъчва и по каналите на bTV Media Group.
Войсоувър дублажи
| Озвучаващи артисти  | Даниела Йорданова Яница Митева Силви Стоицов Димитър Иванчев Здравко Методиев Христо Узунов |
| Преводач            | Бисер Пачев                                                                                 |
| Тонрежисьор         | Димитър Кукушев                                                                             |
| Режисьор на дублажа | Димитър Кръстев                                                                             |

| Озвучаващи артисти  | Петя Абаджиева Радослав Рачев Стефан Димитриев Стефан Сърчаджиев-Съра Момчил Степанов |
| Преводач            | Константин Николов                                                                    |
| Тонрежисьор         | Венелин Николов                                                                       |
| Режисьор на дублажа | Веселина Стоилова                                                                     |